# ضیافت (فیلم ۱۳۷۴)
ضیافت فیلمی ایرانی به کارگردانی و نویسندگی مسعود کیمیایی است که در سال ۱۳۷۴ منتشر شد. در این فیلم فریبرز عرب‌نیا و پارسا پیروزفر به ایفای نقش پرداخته‌اند.مسعود كيميايی برای ساخت این فيلم از هفت چهره جوان استفاده كرد. 

## خلاصه داستان
هفت رفیق در جوانی و پیش از انقلاب با هم قرار می‌گذارند تا چند سال بعد دوباره همدیگر را ملاقات کنند در رستوران اما یکی از آن‌ها دچار مشکلاتی می‌شود که نمی‌تواند خود را به قرار برساند.

## بازیگران
- فریبرز عرب‌نیا
- پارسا پیروزفر
- حسن جوهرچی
- رامین پرچمی
- مهدی خیامی
- بهزاد خداویسی
- شهرزاد عبدالمجید
- محمد رجبی
- یدالله رضوانی
- جلال پیشوائیان
- اکبر معززی
- سید ابراهیم بحرالعلومی
- حسین بخشی‌پور
- پرویز شیخ‌زاده
- امیرحسین شریفی
- کیانوش گرامی

## جوایز
- کاندید سیمرغ بلورین بهترين چهره پردازی - چهارمین دوره جشنواره فیلم فجر